# Schlosskapelle St. Trinitatis (Moritzburg)

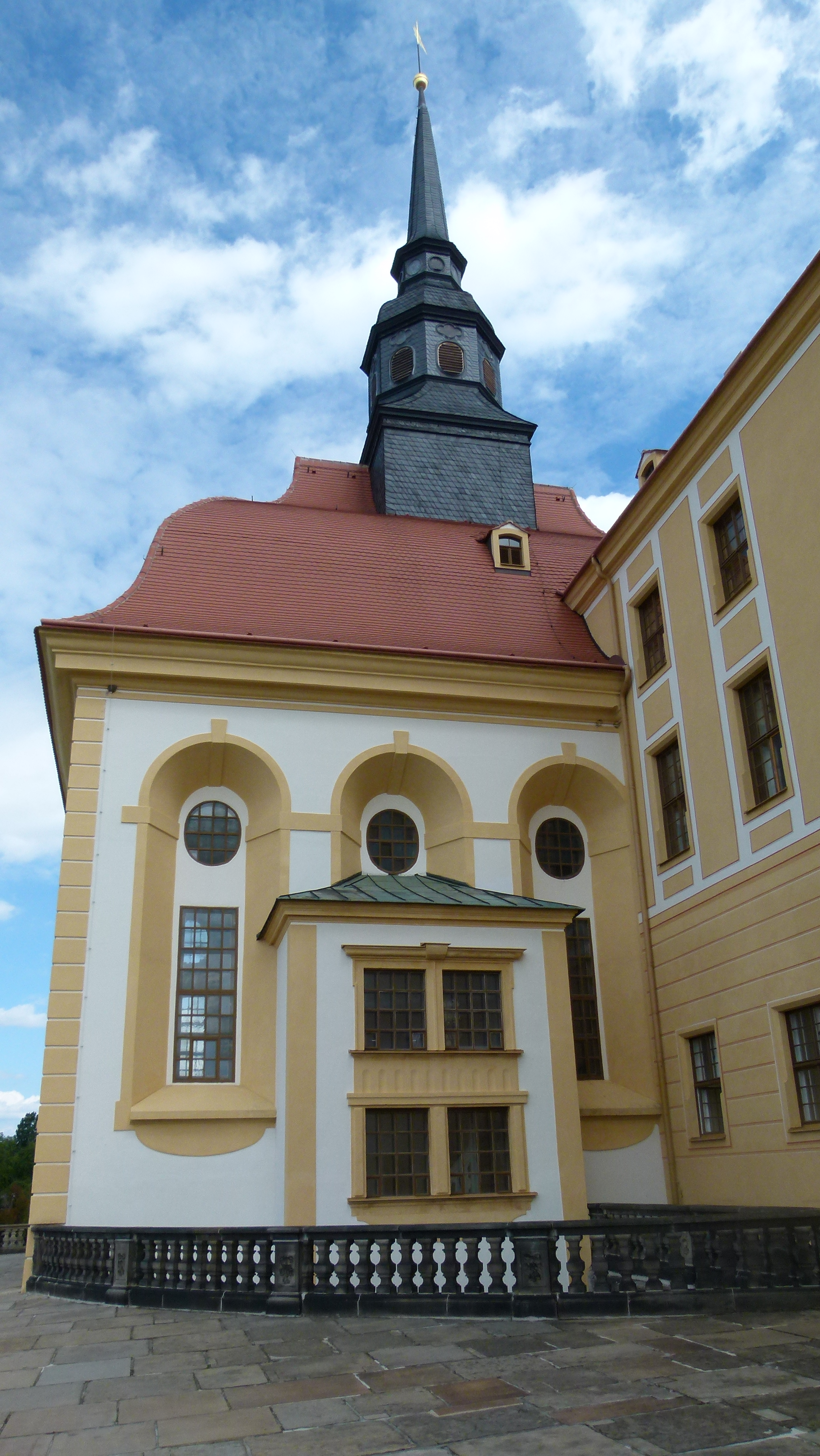
Schlosskapelle Moritzburg

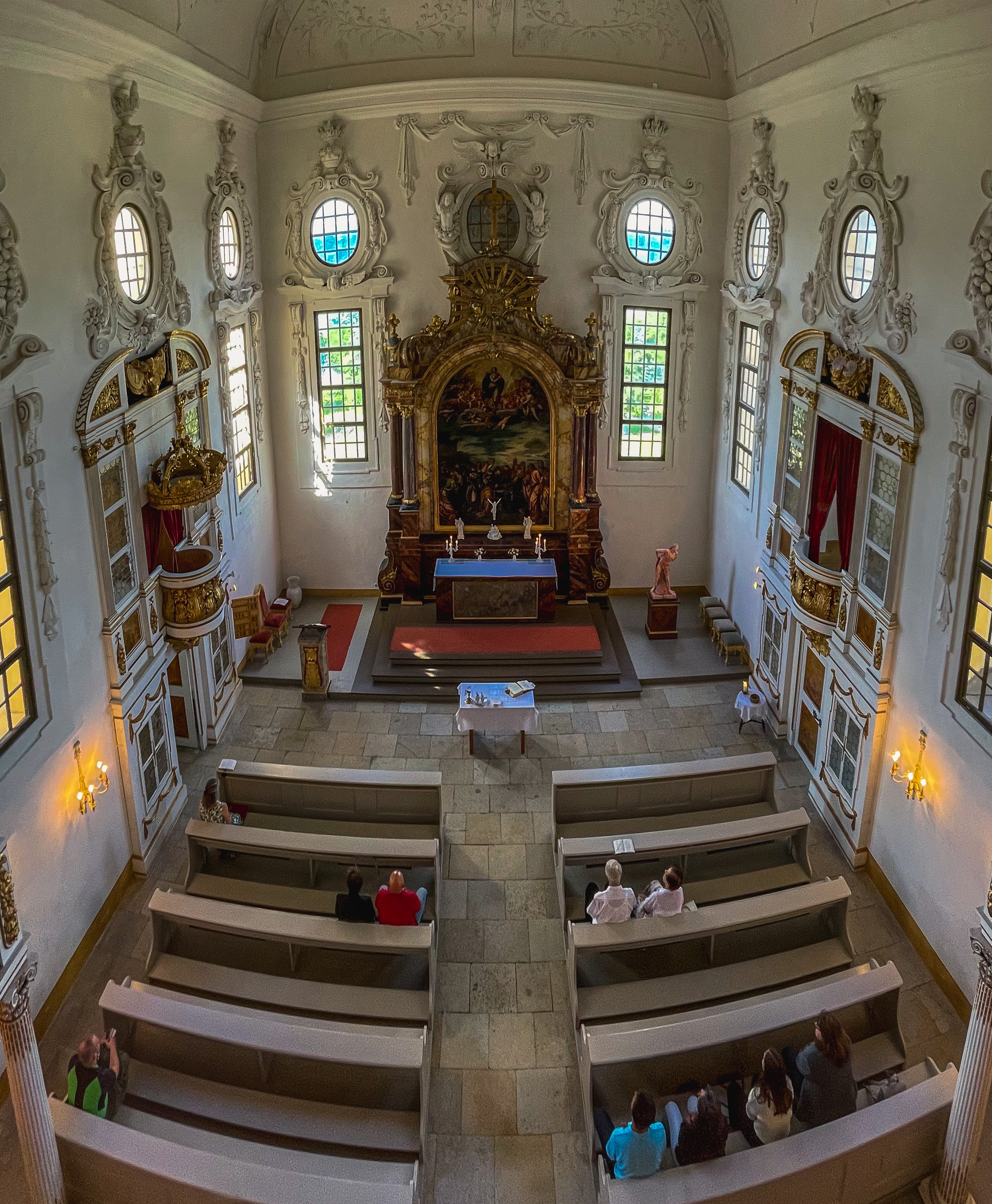
Innenansicht

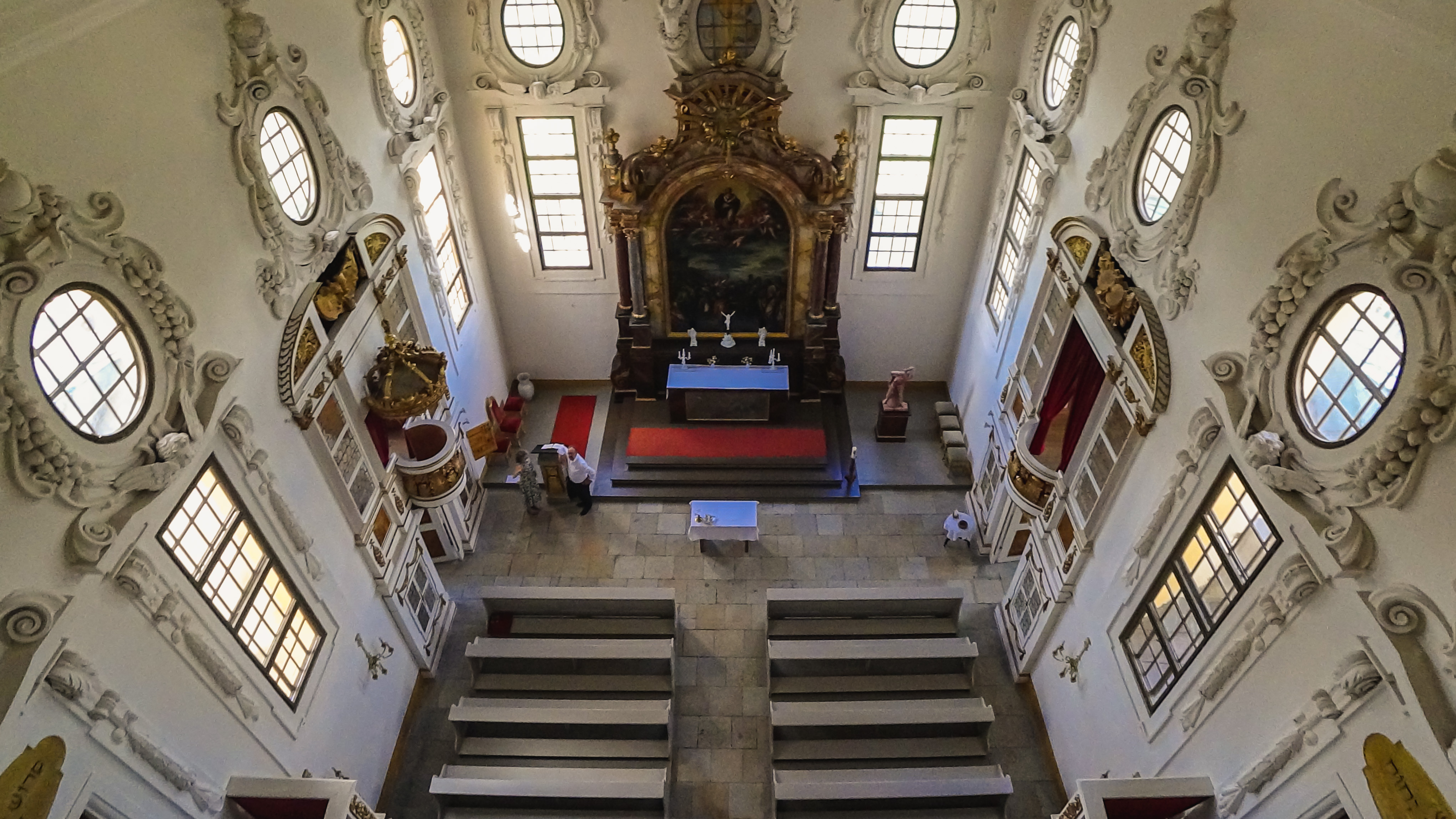
Blick von der Empore

Die römisch-katholische Schlosskapelle St. Trinitatis ist die Schlosskapelle von Schloss Moritzburg in Moritzburg im Landkreis Meißen in Sachsen. Die barocke Saalkirche gehört zur römisch-katholischen Pfarrei St. Martin im Bistum Dresden-Meißen.

## Geschichte und Architektur
Die Kapelle wurde nach Entwurf von Wolf Caspar von Klengel beim Umbau des Schlosses in den Jahren 1656–1672 erbaut und bildet den Westflügel in der Mittelachse des Schlosses. Sie bestimmt mit dem Dachreiter und dem geschweiften Dach die Silhouette des Schlosses bis heute wesentlich mit. Zur Grundsteinlegung durch Johann Georg II. wurde 1661 eine Gedenkmünze (siehe Schautaler zur Grundsteinlegung der Kapelle im Schloss Moritzburg bei Dresden) herausgegeben.
Ende 1699 wurde die ursprünglich protestantische Kapelle nach der Konversion Augusts des Starken durch seinen Beichtvater Carlo Maurizio Vora nach katholischem Ritus geweiht; Papst Innozenz XII. begrüßte diese Weihe in einem Schreiben, das durch den päpstlichen Nuntius am 15. März 1700 überreicht wurde.
Sie ist ein schlichter Rechtecksaal, dessen Wände und Muldengewölbe mit Stuckaturen geschmückt sind, die von den italienischen Stuckateuren Giovanni Materno, Domenico Galli und Antonio Trenello aus Prag ausgeführt wurden. In der Gewölbemitte ist das ovale Bild der Himmelfahrt Christi von Johann Fink aus dem Jahr 1670 angeordnet.
Die Längsseiten sind durch je einen hölzernen Prospekt ausgezeichnet, hinter dem sich zweigeschossige Räume befinden: an der Südseite die Sakristei und der Prospekt der Kanzel, auf der Nordseite eine Vorhalle, darüber der sogenannte Heerespaukerstand, beides Werke des Hoftischlers Christoph Krockner; die in Grisaillemalerei ausgeführten biblischen Szenen wurden von Christoph Thormehl geschaffen. An der Ostseite der Kapelle sind Emporen mit geschwungenen Brüstungen eingebaut. Über der unteren sogenannten Kavaliersempore, die auf die Bauzeit der Kapelle zurückgeht, ist ein schlichter Logeneinbau von 1728 (nach der Inschrift über dem östlichen Brüstungsportal) angebracht. 

## Ausstattung
Der nach Westen orientierte Altar stammt teils von 1672, teils von einer Umgestaltung im Jahr 1746. Auf den ursprünglich evangelischen Altar gehen der Stipes und die seitlichen Marmorsäulen zurück; das venezianische Altargemälde mit einer Darstellung der Himmelfahrt Mariä aus dem 16. Jahrhundert wurde 1746 eingefügt, aus dieser Zeit stammt auch der reichgeschnitzte Rahmen von Elias Adam. Neben dem Altar steht die ausdrucksvolle Skulptur des Christus an der Geißelsäule aus Salzburger Marmor aus dem Jahr 1725, ein Hauptwerk Balthasar Permosers.